# Tangens hyperbolicus

Den prickade blå kurvan visar tanh.

Tangens hyperbolicus eller tanh är en hyperbolisk funktion. Den är den hyperboliska mostvarigheten till tangensfunktionen. Tanh är en udda funktion.
Definition: 
{\displaystyle \tanh x={\frac {\sinh x}{\cosh x}}={\frac {e^{x}-e^{-x}}{e^{x}+e^{-x}}}}
Derivatan av tanh: 
{\displaystyle {\frac {d}{dx}}\tanh(x)=1-\tanh ^{2}(x)\,}
Tangens hyperbolicus har en äkta invers, arctanh:
{\displaystyle \tanh ^{-1}\,z={\frac {1}{2}}\ln {\frac {1+z}{1-z}}.}